# 아리타 고키
아리타 고키(일본어: 有田 光希, 1991년 9월 23일 ~ )는 일본의 축구 선수이다.

## 구단 경력
그는 2010년부터 2024년까지 J리그의 비셀 고베, 에히메 FC, 교토 상가 FC, 방포레 고후, 가고시마 유나이티드 FC에서 활동하였다.